# Білоруська Рада Случчини
Білоруська рада Случчини, Рада Слуцька, Слуцька білоруська рада  — виконавчий і розпорядчий орган влади у Слуцьку і Слуцькому повіті з 16 листопада 1920 до 20 січня 1921. 
Мала повноваження тимчасового органу влади Білоруської Народної Республіки (БНР) до скликання білоруського установчого сейму й утворення виборного органу, стала політичним органом керівництва Слуцьким повстанням 1920. Обрана 14 листопада 1920 на Першому білоруському з'їзді Случчини у складі 17 членів: В. Пракулевич (голова), Анастас Анципович, Петро Якубов Бабарека, Борисовець, Янка (Іван) Бирюкович, Влас Васильєв Дубина, П. Жаврид, Ковпак, Ю. Листопад, Іван Мацеллі, Анупри Няронскі, Арсен Павлюкевич, Раби, Радюк, Ракович, Василь Русак, Юліан Сосновський. Кандидати в члени Ради: Тимофій Мяшочак (Мяшечак), Сергій Ничипоров Бусел, Олексій Кабичкін, Ригор Гринько, Павло Бань, Марк Асвятімський. На чолі Ради стала президія або Виконавчий орган Ради з 7 чол.: Прокулевчч, Жаврид, Павлюкевич, Русак, Бирюкович, Сосновський, Раби. 
З'їзд доручив їй цивільну владу й доручив організацію білоруської національної армії. У складі Ради 8 білоруських есерів (Прокулевіч, Русак та ін.), співчуваючі їм (Листопад та ін.), друге угруповання - прихильники С. Булак-Балаховича і П. Алексюка (Павлюкевич, Мацель та ін.), були представники і нейтральних угруповань.  Незважаючи на певні коливання, всі угруповання погодилися підняти повстання за незалежність Білорусі, за інтереси селян. 
Рада діяла в період, коли в кінці військових дій радянсько-польської війни 1920 частину території Білорусі, в т. ч. Слуцьк і повіт, тимчасово зайняли польські війська, які, після підписання 12 жовтня 1920 року у Ризі договору про перемир'я і прелімінарні умови миру, повинні були відійти з території східної частини Слуцького повіту, включеної до складу БССР. Польська влада передала Раді всю цивільну владу в повіті й не заважала в організації армії. Їй підпорядковувалися всі новостворені демократичним шляхом органи місцевого самоврядування - білоруські національні комітети волостей і сіл, органи цивільної адміністрації, а також білоруська народна міліція з добровольців (500 чол. і 4500 резерву), яка підтримувала порядок у місті і повіті. Для формування армії як першочерговий справи створена «військова трійка» з членів Ради Жаврида, капітана Анциповича і поручника Мацеллі, яка створила звернення до молоді, закликаючи тих, кому дорога Батьківщина, записуватися до армі. Рада займалася і дипломатичною діяльністю. Заявила «енергійний протест ... Радянському уряду на чолі з Кноріним» проти намірів більшовицьких військ зайняти Слуцький повіт після відходу польської армії. Оголосила, що «передасть свою владу тільки уряду, створеному Всебілоруським конгресом 1917 року», заявила також протест польському уряду проти передачі Слуцького повіту владі БРСР, звернулася до демократії всього світу з протестом проти поділу незалежної БНР. 
21 листопада 1920 видала декларацію, яка закликала селянство на боротьбу за «незалежну Білорусь в її етнографічних межах» і за «інтереси селянства». За підтримки селянства і городян Рада за 3 дні сформувала з добровольців 1 Слуцьку бригаду стрільців військ Білорусько Народної Республіки у складі 2 полків: 1-го Слуцького і 2-го Грозовського. Призначила командування бригадою, полками, займалася постачанням армії зброєю і продовольством. 24 листопада 1920 польські війська покинули Слуцьк, і до приходу 29 листопада 1920 Червоної Армії вся влада в місті й повіті належала Раді та її адміністрації. Перед приходом більшовицьких військ Рада наказала військовим частинам і міліції відійти на захід, в нейтральну зону до с. Семежово, де знаходилися штаб 1-ї Слуцької бригади і Рада. На засіданні в Семежево було прийнято рішення не підкорятися Булак-Балаховичу, не вступати в переговори з московським урядом, боротися під прапором БНР, ґрунтуючись на Третій Статутній грамоті 25 березня 1918 . 
27 листопада 1920 почалися бойові дії слуцьких повстанців. 3 грудня 1920 Рада призначила командиром 1-ї Слуцької бригади штабс-капітана А. Сокіл-Кутиловського і тимчасово передала йому диктаторські повноваження. У зв'язку з входом радянських військ і в нейтральну зону (з дозволу польської делегації в Ризі) Рада і штаб бригади перебазувалися до с. Грицевичі, а з 20 грудня 1920 року до с. Заостровеччя близько р. Лань, за якою стояли поляки. Після прибуття значних підкріплень і нового наступу більшовицьких військ у нейтральній зоні й навіть на території Польщі, Рада 28 грудня 1920 разом з 1-й Слуцької бригадою перейшла через р. Лань на польську сторону, де бригада була роззброєна та інтернована. Перед відходом 1-й Слуцький полк був нагороджений Радою прапором з написом: «Перший Слуцький полк Білоруської Народної Республіки». Рада Слуцька переїхала до Барановичів, де знаходилася ще місяць. 20 січня 1921 частина членів на останньому засіданні визнала своїм главою Булак-Балаховича, частина виїхала у Вільнюс, частина залишилася в Барановичах.